# Yorkton
Yorkton is een Canadese stad in de provincie Saskatchewan.
Yorkton werd in 1882 gesticht door enkele migranten van York County in de provincie Ontario. De stad is inmiddels uitgegroeid tot ongeveer 15.000 inwoners.

## Trivia
- In 2016 verdween de (toen) tiener Mekayla Bali uit de stad.